# 아이소펜테닐 피로인산
아이소펜테닐 피로인산(영어: isopentenyl pyrophosphate, IPP) 또는 아이소펜테닐 이인산(영어: isopentenyl diphosphate, IDP)은 아이소프레노이드의 전구체이다. 아이소펜테닐 피로인산은 아이소프레노이드 전구체 생합성의 메발론산 경로와 비메발론산 경로의 대사 중간생성물이다. 아이소펜테닐 피로인산과 그 이성질체인 다이메틸알릴 피로인산(DMAPP)과 같은 아이소프레노이드의 전구체들은 생물체에 의해 테르펜과 테르페노이드의 생합성에 사용된다.

## 생합성
아이소펜테닐 피로인산은 메발론산 경로를 통해 아세틸-CoA로부터 생성된 다음, 아이소펜테닐 피로인산 이성질화효소에 의해 다이메틸알릴 피로인산으로 이성질화된다.
|  |

|  |

아이소펜테닐 피로인산은 아이소프레노이드 전구체 생합성의 비메말론산 경로에서 4-하이드록시-3-메틸뷰트-2-엔일 피로인산 환원효소(LytB, IspH)에 의해 (E)-4-하이드록시-3-메틸뷰트-2-엔일 피로인산(HMB-PP)로부터 생성된다. 비메발론산 경로는 많은 세균, 말라리아 원충과 같은 원생동물, 고등 식물의 색소체에 존재한다.

## 같이 보기
- 다이메틸알릴 피로인산 (DMAPP)
- 다이메틸알릴트랜스트랜스퍼레이스